# Лесера
Лесера (ісп. Lécera) — муніципалітет в Іспанії, у складі автономної спільноти Арагон, у провінції Сарагоса. Населення — 765 осіб (2010).
Муніципалітет розташований на відстані близько 270 км на схід від Мадрида, 50 км на південь від Сарагоси.

## Демографія
Динаміка населення (INE ):